# Camptomyces falcatus
Camptomyces falcatus är en svampart som beskrevs av Thaxt. 1926. Camptomyces falcatus ingår i släktet Camptomyces och familjen Laboulbeniaceae.   Inga underarter finns listade i Catalogue of Life.